# Commande par découplage non linéaire
La commande par découplage non linéaire est utilisée en automatique pour la commande des systèmes dynamiques non linéaires.
Le principe de cette commande consiste à déterminer le correcteur de manière à compenser les effets non linéaires du système.
Le système asservi se comporte alors comme un système de fonction de transfert : {\displaystyle {\frac {1}{s^{\gamma }}}}